# Gyldenløvesgade (Odense)
 Der er flere lokaliteter med dette navn, se Gyldenløvesgade.
Gyldenløvesgade i Odense fik godkendt sit navn i 1935. Den er opkaldt efter Christian 4.'s søn Ulrik Christian Gyldenløve (1630-58).
55°23′35.84″N 10°24′19.31″Ø / 55.3932889°N 10.4053639°Ø